# Brionna Jones
Brionna Jones (ur. 18 grudnia 1995 w Baltimore) – amerykańska koszykarka występująca na pozycji środkowej, obecnie zawodniczka USK Praga, w okresie letnim – Atlanty Dream w WNBA.
5 lutego 2021 przedłużyła umowę z Connecticut Sun.

## Osiągnięcia
Stan na 18 czerwca 2025, na podstawie, o ile nie zaznaczono inaczej.

### NCAA
- Uczestniczka rozgrywek:
  - NCAA Final Four (2015)
  - Sweet 16 turnieju NCAA (2015, 2017)
  - II rundy turnieju NCAA (2015–2017)
- Mistrzyni:
  - turnieju konferencji Big 10 (2015–2017)
  - sezonu regularnego SEC (2015–2017)
- Most Outstanding Player (MOP=MVP) turnieju:
  - Big 10 (2017)
  - South Point shootout (201?)
- Zaliczona do
  - I składu:
    - All-America (2017 przez Associated Press)
    - Big 10 (2015–2017)
    - defensywnego Big 10 (2017)
    - Academic Big 10 (2015–2017)
    - turnieju:
      - Big 10 (2016, 2017)
      - Spokane All-Region (2015)

  - II składu All-American (2016, 2017 przez ESPNW)
  - składu honorable mention All-American (2016 przez WBCA, Associated Press, 2017 przez WBCA)
- Liderka:
  - NCAA w skuteczności rzutów z gry (66,5% – 2016, 69% – 2017)
  - konferencji Big 10  w skuteczności rzutów z gry (66,5% – 2016, 69% – 2017)

### WNBA
- Wicemistrzyni WNBA (2019)
- Finalistka pucharu WNBA Commissioner’s Cup (2021)[6]
- Laureatka nagrody największy postęp WNBA (2021)[7]
- Zaliczona do II składu defensywnego WNBA (2021)[8]
- Uczestniczka meczu gwiazd:
  - WNBA All-Star Game (2022, 2024)
  - kadra USA vs gwiazdy WNBA (2021)[9]

### Drużynowe
- Mistrzyni:
  - Euroligi (2025)
  - Eurocup (2019)
  - Czech (2020–2023, 2025)[10][11][12][13]
- 3. miejsce w Eurolidze (2022, 2023)
- Brąz mistrzostw Rosji (PBL – 2018, 2019)[14]
- Zdobywczyni Pucharu Czech (2021)[11]

### Indywidualne
(* – nagrody przyznane przez portal eurobasket.com)
- MVP:
  - finałów Euroligi (2025)
  - sezonu ligi czeskiej (2020–2023, 2025)*[10][11][12][15][13]
  - finałów ligi czeskiej (2021, 2023)*[11][15]
- Najlepsza*[11]:
  - zagraniczna zawodniczka:
    - Euroligi (2025)[16]
    - ligi czeskiej (2020, 2021, 2022, 2023, 2025)[10][12][15][13]

  - środkowa ligi czeskiej (2020, 2021, 2022, 2023)[10][12][15]
  - skrzydłowa ligi czeskiej (2025)[13]
- Defensywna zawodniczka roku ligi czeskiej (2025)*[13]
- Zaliczona do*:
  - I składu:
    - ligi czeskiej (2020–2023, 2025)[10][11][12][15][13]
    - najlepszych zawodniczek zagranicznych:
      - Euroligi (2025)[16]
      - ligi:
        - rosyjskiej (2018)[14]
        - czeskiej (2020, 2022, 2025)[10][12][13]

    - defensywnego:
      - Euroligi (2025)[16]
      - ligi czeskiej (2023, 2025)[15][13]

  - II składu Euroligi (2025)[16]
  - składu honorable mention ligi rosyjskiej (2018)[14]
- Liderka:
  - strzelczyń ligi czeskiej (2020–2023, 2025)[10][11][12][15][13]
  - w zbiórkach:
    - Euroligi  (2019, 2025)
    - ligi czeskiej (2020)[10]

### Reprezentacja
- Mistrzyni:
  - świata (2022)
  - uniwersjady (2015)